# إمي فوجيتا
إمي فوجيتا (باليابانية: 藤田恵美؛ بالكانا: ふじた えみ) هي مغنية يابانية، ولدت في 15 مايو 1963 في كيوسه في اليابان.

## وصلات خارجية
- إمي فوجيتا على موقع ميوزك برينز (الإنجليزية)
- إمي فوجيتا على موقع أول ميوزيك (الإنجليزية)
- إمي فوجيتا على موقع ديسكوغز (الإنجليزية)